# Stich
Stich (ang. Stitch) – postać fikcyjna z serii disnejowskich filmów animowanych Lilo i Stich, jedna z najpopularniejszych postaci stworzonych przez wytwórnię Walta Disneya.
Stich jest niebieskim kosmitą, przypominającym misia koala. Jest eksperymentem genetycznym numer 626, stworzonym przez Jumbę Jookiba, aby siać chaos we wszechświecie. W wyniku nieszczęśliwego wypadku trafia na Ziemię i tam zostaje oswojony przez hawajską dziewczynkę Lilo Pelekai. Zamieszkuje na wyspie Kauaʻi wraz z Jumbą i Agentem Wendy Plikley.